# روكليدج
روكليدج (بالإنجليزية: Rockledge)‏ هي مدينة أمريكية تقع في ولاية فلوريدا. تبلغ مساحة هذه المدينة 34.8 (كم²)،ويبلغ عدد سكانها 24926 نسمة حسب إحصاء سنة 2010 م 24926.تشير إحصاءات سنة 2000م بأن الكثافة السكانية في هذه المدينة تقدر بـ(auto) نسمة/كم2 

## أعلام
- كاروت توب
- روبرت ميريل لي
- ميل ميتشيل